# جورج بون سال
جورج بون سال (بالإنجليزية: George Bon Salle)‏ مواليد 01 يوليو 1935 في شيكاغو - الوفاة 20 يوليو 2015، كان لاعب كرة سلة أمريكي. بدأ مسيرته الاحترافية في سنة 1957. تم اختياره من قبل فريق فيلادلفيا سفنتي سيكسرز خلال الدرافت. حمل الرقم 33. بلغ طوله 6 قدم 8 بوصة (2.0 م). حقق المركز الأول في دورة الألعاب الأمريكية 1959. اعتزل اللعب في 1962.

## الميداليات
| الميدالية | المسابقة                    |
| --------- | --------------------------- |
| ذهبية     | دورة الألعاب الأمريكية 1959 |

## روابط خارجية
- جورج بون سال على موقع إن بي أي (الإنجليزية)
- جورج بون سال على موقع سبورتس رفرنس (الإنجليزية)
- جورج بون سال على موقع كلية كرة السلة في سبورتس رفرنس.كوم (الإنجليزية)
- جورج بون سال على موقع ريلجم (الإنجليزية)
- جورج بون سال على موقع بروبوليرز (الإنجليزية)